# Mayo Okamoto
Pour les articles homonymes, voir Okamoto.
Mayo Okamoto (岡本真夜, Okamoto Mayo, née le 9 janvier 1974) est une chanteuse de J-pop, auteur et compositrice, qui débute en 1995 avec le tube Tomorrow.
En 2003 sort un album "tribute", Once In A Lifetime - Mayo Okamoto Songbook, composé de chansons d'Okamoto réinterprétées par des artistes internationaux, dont Rita Coolidge, Alannah Myles, Laura Branigan, Stephen Bishop. Sa chanson Sono Mama no Kimi de Ite de 1997 semble avoir été plagiée pour écrire l'hymne officiel de l'Exposition universelle de 2010 de Shanghai, chanté entre autres par Jackie Chan et Andy Lau ; une fois l'affaire révélée, sa diffusion fut suspendue, mais Okamoto a finalement donné la permission de l'utiliser après avoir été contactée par les organisateurs.

## Discographie

### Singles
- Tomorrow (1995/5/10)
- Forever (1996/2/12)
- Alone (1996/11/5)
- Sono Mama no Kimi de Ite (そのままの君でいて) (1997/1/16)
- Nakechauhodo Setsunaikedo (泣けちゃうほど せつないけど) (1997/3/5)
- Sayonara/Hoshizora no Sanpomichi (サヨナラ／星空の散歩道) (1997/11/19)
- Daijōbudayo (大丈夫だよ) (1998/2/25)
- Omoide ni Dekinakute (想い出にできなくて) (1998/4/16)
- Everlasting (1998/11/18)
- Takaramono (宝物) (1999/2/10)
- Kono Hoshizora no Kanata (この星空の彼方) (1999/7/7)
- Hapihapi Birthday/Itoshii Hito yo (Remember Me) (ハピハピ バースデイ/愛しい人よ～remember me～) (2001/12/21)
- Dear… (2002/3/13)
- Life (2003/1/22)
- Ai to Iu Na no Hana (愛という名の花) (2003/3/19)
- Kakegae nai Hito yo (かけがえない人よ) (2005/1/13)
- Utsukushiki Hito (美しき人) (2005/4/20)
- Itsuka Kitto (いつかきっと) (2005/11/30)
- Dōsōkai (Dear My Friends) (同窓会～Dear My Friends～) (2006/10/25)
- Destiny (2008/8/6)

### Albums
- Sun&Moon (1995/6/10)
- Pureness (1996/3/16)
- Smile (1997/3/5)
- Hello (1998/4/29)
- Crystal Scenery (1998/12/9) (mini-album)
- Mahō no Ring ni Kiss o Shite (魔法のリングにkissをして)(1999/8/4)
- Dear… (2002/3/20)
- Saikai (Kimi ni Tsuzuru) (再会〜君に綴る〜) (2005/5/18)
- Wonderful Colors (2006/1/25) (mini-album)
- Soul Love (2006/12/6)
- Seasons (2008/10/29)
- Crystal Scenery II (2009/05/27)

Compilations
- Mayo Okamoto Best Rise 1 (2000/5/31)
- Mō Ichido Ano Koro no Sora o (もう一度あの頃の空を) (2003/10/22)

### VHS / DVD
- Pureness '96(1996/8/21)
- Mayo Okamoto Smile Tour '97(VHS) (1997/9/19)
- Mayo Okamoto Smile Tour '97(DVD) (2000/6/28)
- Mayo Okamoto Hello Tour '98(VHS) (1998/10/21)
- Mayo Okamoto Hello Tour '98(DVD) (2000/6/28)
- Mayo Okamoto Tour '99 - Maho no Ring (2000/4/5)
- Mayo Okamoto Tour 2000 -RISE- (2001/11/8)
- Mayo Okamoto Clip 1995-1998 (2002/4/3)
- Mayo Okamoto Clip 1998-2002 (2002/4/3)